# Recès de Francfort
Le recès-général de la commission territoriale rassemblée à Francfort (en allemand : General-Receß der frankfurter Territorial-Commission), plus connu sous le nom de recès de Francfort (Frankfurter Receß) ou celui de recès territorial de Francfort (Frankfurter Territorial-Receß), est un traité rédigé en français et signé à Francfort-sur-le-Main, le 20 juillet 1819, entre l'empire d'Autriche, le Royaume-Uni de Grande-Bretagne et d'Irlande, le royaume de Prusse et l'Empire russe,.

## Contexte
Ce recès récapitule les différentes cessions et les échanges de territoire, effectués en conséquence du congrès de Vienne. Il cherche à finaliser un accord entre certains États allemands, notamment la Bavière, la Prusse et l'Autriche, en résolvant les problèmes historiques liés à cette fragmentation de l'Allemagne souhaitée par l'Empire autrichien. Ce traité ignore l'aspiration à l'unification allemande souhaitée par certains intellectuels allemands. Dans le détail, il est confirmé dans ce recès, par exemple, que la Bavière cède la ville de Salzbourg à l'Autriche, et que le grand-duché de Bade possède Mannheim et Heidelberg, la Bavière n'obtenant qu'une route militaire à travers le territoire badois. Un autre exemple de cas débattu est celui de la ville et de la forteresse de Mayence : elles deviennent une place militaire, avec un droit de garnison partagé entre la Prusse et l'Autriche,. 
De façon générale, malgré ce traité entre grandes puissances et États germaniques, se préparent dans l'opinion allemande les mouvements libéraux de mars 1848, et se renforce une aspiration à une unification politique, auquel ne répondront pas les accords douaniers, économiques, ou Zollverein, contractés ultérieurement, en 1833-1834,.